# Dragão do Mar (navio)
O Dragão do Mar  é um navio tipo petroleiro de fabricação e bandeira brasileira.

## História

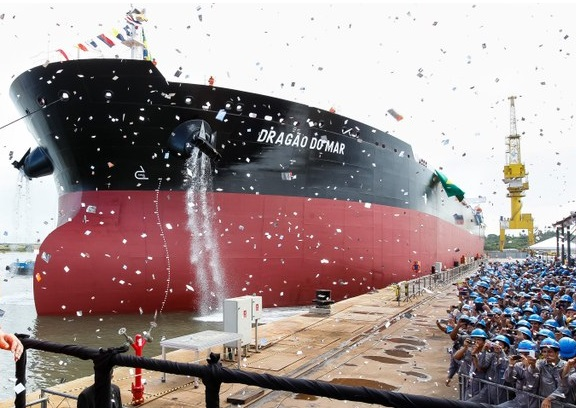
Imagem da cerimônia de lançamento no Porto de Suape, em 2014.

O navio é o sétimo do Programa de Modernização e Expansão da Frota a entrar em operação. A cerimônia de início de operações do navio foi comandada pela presidente Dilma Rousseff, em Ipojuca, no estado de Pernambuco, em 14 de abril de 2014.

## Nome

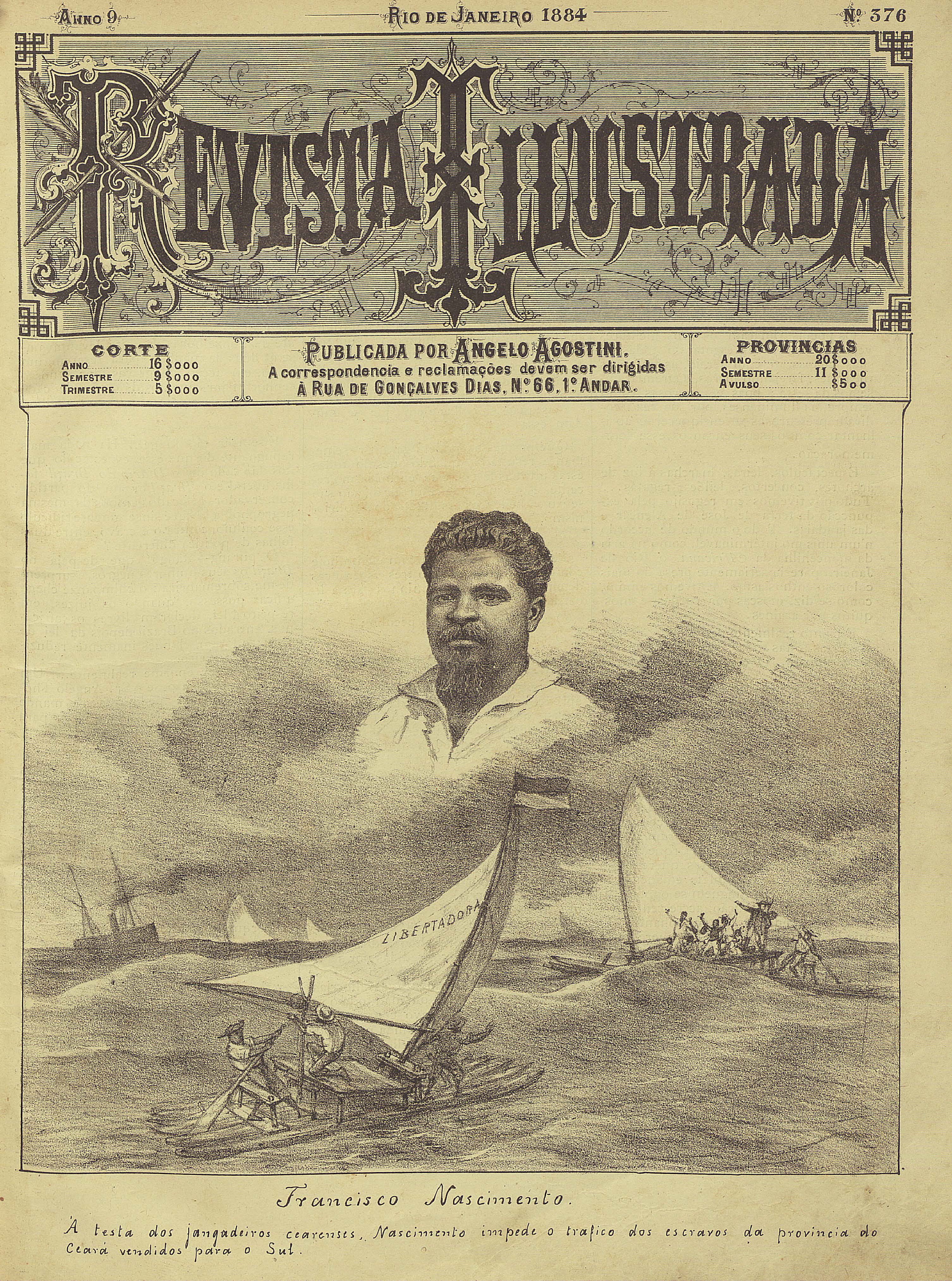
O jangadeiro Dragão do Mar na capa da Revista Ilustrada, v. 9, n. 376, 1884. Litogravura de Angelo Agostini.

O batizo da embarcação homenageia o líder jangadeiro cearense Francisco José do Nascimento que, em 1881, junto com seus colegas, recusou-se a transportar, para os navios negreiros, os escravos vendidos para o Sul do País.

## Características
Construído por um contrato da TRANSPETRO com o Estaleiro Atlântico Sul de Ipojuca, foi a primeira grande embarcação a homenagear um jangadeiro do Ceará encomendada do Programa de Modernização e Expansão da Frota da Transpetro.
Tem 274 metros de comprimento por 51 de altura e 44 de largura e é a sétima embarcação do Programa de Modernização Expansão da Frota (Promef) a entrar em operação.